# Dieter Grimm

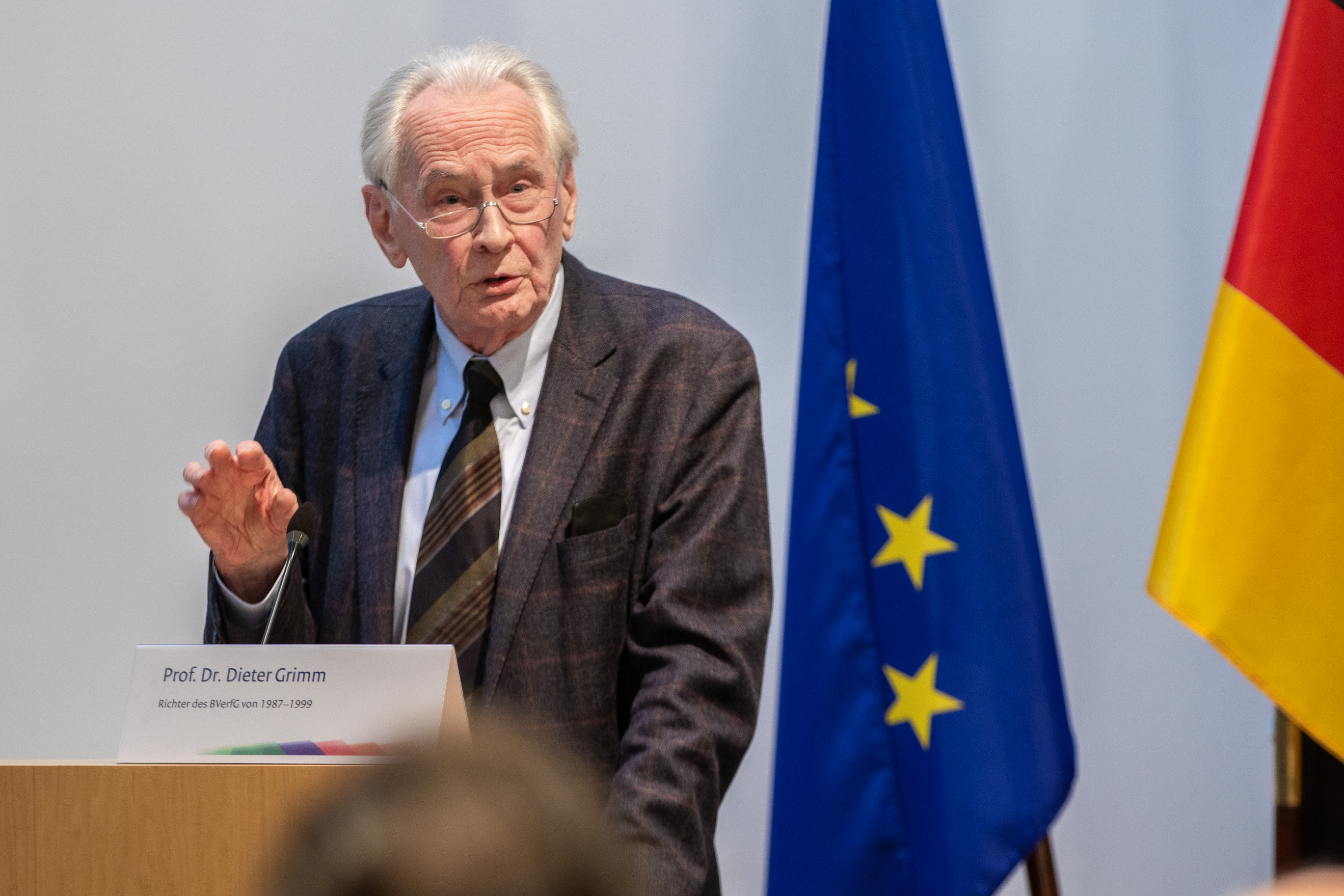
Dieter Grimm (2023)

Dieter Grimm (* 11. Mai 1937 in Kassel) ist ein deutscher Rechtswissenschaftler. Von 1987 bis 1999 war Grimm Richter des Bundesverfassungsgerichts.

## Leben und Wirken
Dieter Grimm wurde als Sohn eines Eisenbahnbeamten im höheren Dienst geboren. Er besuchte das Wilhelmsgymnasium Kassel, an dem er 1957 das Abitur ablegte. Ab dem Sommersemester 1957 studierte er Rechtswissenschaften und Politikwissenschaft in Frankfurt am Main. Nach drei Semestern setzte er sein Studium in Freiburg im Breisgau fort, wechselte für das Wintersemester 1959/60 an die Freie Universität Berlin und kehrte 1960 nach Frankfurt zurück, wo er 1962 das Erste Staatsexamen ablegte. Seit seiner Rückkehr nach Frankfurt war Grimm Stipendiat des Cusanuswerks. Er lehnte das Angebot ab, als Nachfolger von Wilhelm Hennis Assistent von Carlo Schmid zu werden, und ging von November 1962 bis Juli 1963 an die Pariser Sorbonne. Im Herbst 1963 begann Grimm die Referendarausbildung, die er 1964/65 für ein Jahr an der Harvard University unterbrach. Dort erwarb er 1965 den Grad eines Master of Laws (LL.M.) mit der 1970 auf Deutsch publizierten Arbeit Europäisches Naturrecht und amerikanische Revolution. Anschließend arbeitete er kurzzeitig in der Bostoner Anwaltskanzlei Ropes & Gray, kehrte Ende 1965 nach Deutschland zurück und legte 1967 das Zweite juristische Staatsexamen ab.
Schon als Referendar arbeitete Grimm seit 1966 als Hilfskraft am Max-Planck-Institut für europäische Rechtsgeschichte in Frankfurt, das von Helmut Coing geleitet wurde. Nach dem Zweiten Staatsexamen erhielt er am Institut eine Stelle als Referent, die er bis 1979 bekleidete. Grimm hatte mit seinem akademischen Lehrer Coing schon vor dem Frankreichaufenthalt von 1962/63 eine Studie über den französischen Rechtswissenschaftler Léon Duguit als Thema seiner Dissertation abgesprochen. Im Jahr 1971 schließlich wurde er mit der Arbeit Solidarität als Rechtsprinzip. Die Rechts- und Staatslehre Léon Duguits in ihrer Zeit promoviert. Grimm blieb am Frankfurter Institut und gehörte zu den Mitarbeitern an Coings Handbuch der Quellen und Literatur der neueren europäischen Privatrechtsgeschichte, für das er einen Beitrag über Verfassung und Privatrecht verfasste. Mit einer thematisch verwandten Schrift, die sich auf die Entwicklung in Frankreich, Deutschland und Österreich zwischen 1776 und 1820 konzentrierte, habilitierte sich Grimm 1979 an der Universität Frankfurt. Das Thema sollte in einem zweiten Band für das 19. Jahrhundert weiter verfolgt werden, der jedoch ungeschrieben blieb. Deshalb wurde Grimms Habilitationsschrift zunächst nicht publiziert. Ende 2017 wurde das ursprüngliche Werk schließlich unter dem Titel Verfassung und Privatrecht im 19. Jahrhundert: Die Formationsphase veröffentlicht.
Noch im Jahr 1979 wurde Grimm als Nachfolger Ernst-Wolfgang Böckenfördes an die Universität Bielefeld berufen, an der er bis 1999 einen Lehrstuhl für Öffentliches Recht innehatte. An der Reformuniversität Bielefeld wurde auf interdisziplinäre Forschung besonderer Wert gelegt, und Grimm kooperierte insbesondere mit den Historikern Hans-Ulrich Wehler, Jürgen Kocka und Reinhart Koselleck sowie den Soziologen Niklas Luhmann und Franz-Xaver Kaufmann. Er arbeitete im Sonderforschungsbereich Bürgertum im Rahmen des Zentrums für interdisziplinäre Forschung mit, dessen Direktor er von 1984 bis 1990 war. Grimm widmete sich speziell den Entstehungsbedingungen und Wirkungsweisen moderner Verfassungen und legte zahlreiche Einzelstudien vor, deren wichtigste in den Aufsatzbänden Recht und Staat der bürgerlichen Gesellschaft (1987) und Die Zukunft der Verfassung (1991) gesammelt vorliegen. Auf Anregung Wehlers arbeitete er an einer auf zwei Bände angelegten Deutschen Verfassungsgeschichte, deren erster Band 1988 erschien, deren zweiter Band aber dem Karlsruher Richteramt zum Opfer fiel. Dem Thema Verfassung widmete sich Grimm auch im Rahmen der in Bielefeld gepflegten Begriffsgeschichte und steuerte einen Artikel zu Kosellecks Geschichtlichen Grundbegriffen bei. Nach seiner Zeit als Bundesverfassungsrichter wechselte Grimm im Jahr 2000 an die Humboldt-Universität zu Berlin, an der er 2005 emeritiert wurde. Bei Grimm habilitierten sich Gertrude Lübbe-Wolff, Helge Rossen-Stadtfeld, Ulli Rühl, Marion Albers und Ulrich Haltern.

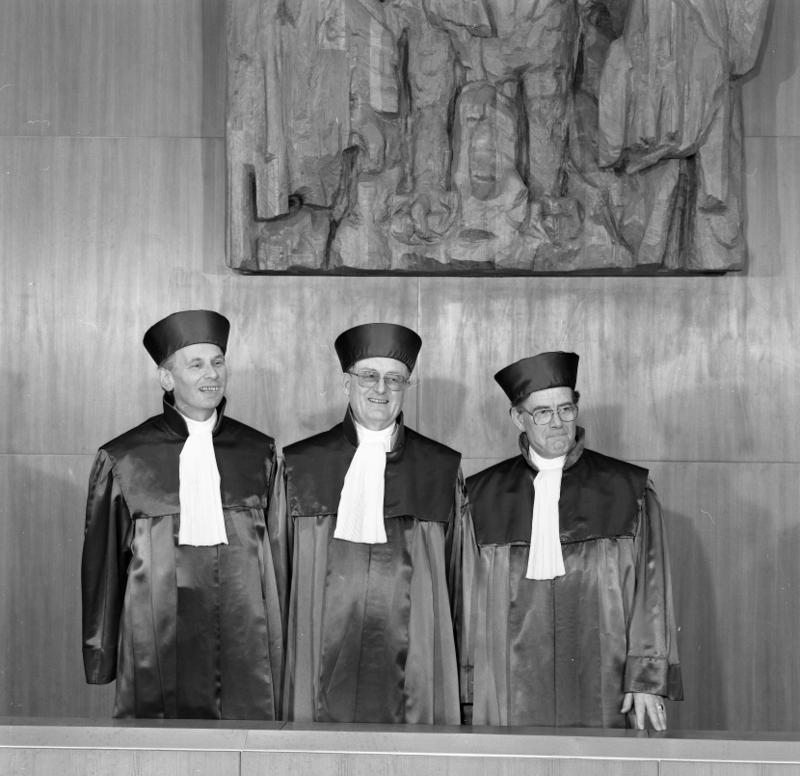
Dieter Grimm, Hermann Heußner und Ernst-Wolfgang Böckenförde (1989)

Im Jahr 1987 wurde Grimm auf Vorschlag der SPD vom Bundesrat in den Ersten Senat des Bundesverfassungsgerichts gewählt und gehörte diesem vom 16. Juli 1987 bis zum 16. Dezember 1999 an. Sein Vorgänger war Konrad Hesse, sein Nachfolger wurde Wolfgang Hoffmann-Riem. In seinem Dezernat war Grimm insbesondere für das Recht der freien Meinungsäußerung, die Rundfunk- und Pressefreiheit, die Versammlungs- und Vereinigungsfreiheit, das allgemeine Persönlichkeitsrecht, das Datenschutzrecht und das Wettbewerbsrecht zuständig. In diesen Bereichen bereitete er als Berichterstatter wegweisende Entscheidungen vor. In seiner Amtszeit legte Grimm zwei Sondervoten vor, wobei seine abweichende Meinung im Fall Reiten im Walde in der rechtswissenschaftlichen Literatur besondere Beachtung fand. In Grimms Amtszeit am Bundesverfassungsgericht fällt die Krise der Jahre 1994/95, als massive Kritik politischer und gesellschaftlicher Akteure an Entscheidungen des Ersten Senates laut wurde, insbesondere an den Entscheidungen Soldaten sind Mörder und dem Kruzifix-Beschluss. Grimm war in diesem Zusammenhang persönlichen Anfeindungen ausgesetzt, weil öffentlich bekannt war, dass er für den Kammerbeschluss Soldaten sind Mörder aus dem Jahr 1994 Berichterstatter gewesen war; der Rechtsmeinung der Kammer schloss sich der Senat 1995 in ähnlich gelagerten Fällen an. Im Kruzifix-Beschluss, den Grimm mittrug, war er nicht Berichterstatter.
Zeitgleich mit seinem Wechsel an die Berliner Humboldt-Universität wurde Grimm im Jahr 2000 Permanent Fellow am Wissenschaftskolleg zu Berlin, zu dessen Beirat er schon in den Jahren 1989 bis 1995 gehört hatte. Von 2001 bis 2007 war Grimm als Nachfolger von Wolf Lepenies Rektor des Wissenschaftskollegs, ihm selbst folgte der Archäologe Luca Giuliani. Daneben war Grimm in den Jahren 2002 bis 2007 Mitglied des ZDF-Verwaltungsrates. In den Jahren 2003 und 2004 gehörte Grimm als Sachverständiger der Föderalismuskommission an. Schon seit seiner Gründung im Jahr 1996 war Grimm Teilnehmer des jährlich veranstalteten Global Constitutionalism Seminar an der Yale Law School, zu dem ausgesuchte Verfassungsrichter aus der ganzen Welt und die Verfassungsrechtler der Yale-University zusammenkommen; da Grimm seit 2001 als Visiting Professor an der Yale Law School unterrichtet, konnte er auch nach seinem Ausscheiden aus dem Bundesverfassungsgericht an dem Seminar teilnehmen. Grimm ist Mitglied der Vereinigung für Verfassungsgeschichte. Grimm ist seit 2013 Mitglied im Senat der Deutschen Nationalstiftung.
Mit seinem Aufsatz „Reformalisierung des Rechtsstaats als Demokratiepostulat?“ löste er 1980 eine Kontroverse aus. 2006 sprach er bei den Mainzer Tagen der Fernsehkritik 2006 zum Thema „Macht und Medien“.

## Ehrungen und Auszeichnungen
Im Jahr 1999 wurde Grimm mit dem Großen Verdienstkreuz mit Stern und Schulterband des Verdienstordens der Bundesrepublik Deutschland ausgezeichnet. 2008 verlieh ihm die University of Toronto, 2009 die Georg-August-Universität Göttingen die Ehrendoktorwürde. Für 2015 wurde ihm die Lichtenberg-Medaille zugesprochen. 1995 wurde er als ordentliches Mitglied in die Academia Europaea aufgenommen. Seit 2001 ist Grimm Mitglied der American Academy of Arts and Sciences. 2004 wurde er durch den französischen Staatspräsidenten zum Commandeur de l’Ordre national du Mérite ernannt, seit 2005 ist er außerordentliches Mitglied der Berlin-Brandenburgischen Akademie der Wissenschaften, vormals Preußischen Akademie der Wissenschaften. 2018 wurde Grimm mit dem Hoffmann-von-Fallersleben-Preis für zeitkritische Literatur ausgezeichnet; der Laudator war Heribert Prantl. 2019 wurde er als korrespondierendes Mitglied in die British Academy gewählt.

## Schriften (Auswahl)

### Als Autor
- Solidarität als Rechtsprinzip. Die Rechts- und Staatslehre Léon Duguits in ihrer Zeit. Athenäum, Frankfurt am Main 1973, ISBN 3-7610-2511-4.
- Recht und Staat der bürgerlichen Gesellschaft. Suhrkamp, Frankfurt am Main 1987, ISBN 3-518-37858-9.
- Deutsche Verfassungsgeschichte 1776–1866. Vom Beginn des modernen Verfassungsstaats bis zur Auflösung des Deutschen Bundes. Suhrkamp, Frankfurt am Main 1988, ISBN 3-518-11271-6.
- Die Zukunft der Verfassung. Suhrkamp, Frankfurt am Main 1991, ISBN 3-518-28568-8.
- mit Heinz Mohnhaupt: Verfassung. Zur Geschichte des Begriffs von der Antike bis zur Gegenwart. Zwei Studien (= Schriften zur Verfassungsgeschichte, Band 47). Duncker und Humblot, Berlin 1995; 2. Auflage 2002, ISBN 3-428-10952-X.
- Die Verfassung und die Politik. Einsprüche in Störfällen. Beck, München 2001, ISBN 3-406-48205-8.
- Souveränität. Herkunft und Zukunft eines Schlüsselbegriffs. Berlin University Press, Berlin 2009, ISBN 978-3-940432-60-5.
- Das öffentliche Recht vor der Frage nach seiner Identität. Mohr Siebeck, Tübingen 2012, ISBN 978-3-16-152254-3.
- Die Zukunft der Verfassung II: Auswirkungen von Europäisierung und Globalisierung. Suhrkamp, Berlin 2012, ISBN 978-3-518-29627-1.
- Europa ja – aber welches? Zur Verfassung der europäischen Demokratie. C. H. Beck, München 2016, ISBN 978-3-406-68869-0.
- Constitutionalism – Past, Present, and Future, Oxford University Press, Oxford 2016, ISBN 978-0-19-876612-4.
- Ich bin ein Freund der Verfassung. Im Gespräch mit Oliver Lepsius, Christian Waldhoff und Matthias Roßbach. Mohr Siebeck, Tübingen 2017, ISBN 978-3-16-155449-0.
- Verfassung und Privatrecht im 19. Jahrhundert. Die Formationsphase. Mohr Siebeck, Tübingen 2017, ISBN 978-3-16-155661-6.
- Recht oder Politik? Die Kelsen-Schmitt-Kontroverse zur Verfassungsgerichtsbarkeit und die heutige Lage (= Carl-Schmitt-Vorlesungen, Band 4). Duncker & Humblot, Berlin 2020, ISBN 978-3-428-18099-8.
- Verfassungsgerichtsbarkeit. Suhrkamp, Berlin 2021, ISBN 978-3-518-29957-9.
- Die Historiker und die Verfassung. Ein Beitrag zur Wirkungsgeschichte des Grundgesetzes. C. H. Beck, München 2022, ISBN 978-3-406-78462-0.

### Als Herausgeber
- Rechtswissenschaft und Nachbarwissenschaften. 2 Bände. Band 1, Fischer Athenäum, Frankfurt am Main 1973; erneut: Beck, München 1976, ISBN 3-406-04942-7; Band 2, Beck, München 1976, ISBN 3-406-04943-5.
- Einführung in das Recht. Aufgaben, Methoden, Wirkungen. C. F. Müller, Heidelberg 1985; 2., überarbeitete Auflage 1991, ISBN 3-8114-7491-X.
- mit Werner Maihofer: Gesetzgebungstheorie und Rechtspolitik. Westdeutscher Verlag, Opladen 1988, ISBN 3-531-12012-3.
- Wachsende Staatsaufgaben – sinkende Steuerungsfähigkeit des Rechts. Nomos, Baden-Baden 1990, ISBN 3-7890-2187-3.
- Staatsaufgaben. Nomos, Baden-Baden 1994, ISBN 3-7890-3291-3.
- mit Paul Kirchhof: Entscheidungen des Bundesverfassungsgerichts. Studienauswahl. 2 Bände. Mohr Siebeck, Tübingen 1993; 2. Auflage 1997, 3., erweiterte Auflage 2007 (mit Paul Kirchhof und Michael Eichberger), ISBN 978-3-16-149274-7, ISBN 978-3-16-149275-4.
- mit Alexandra Kemmerer und Christoph Möllers: Gerüchte vom Recht. Vorträge und Diskussionen aus dem Berliner Seminar Recht im Kontext (= Recht im Kontext, Band 1). Nomos, Baden-Baden 2015, ISBN 978-3-8487-1181-9.
- mit Alexandra Kemmerer und Christoph Möllers: Rechtswege. Kontextsensible Rechtsforschung vor der transnationalen Herausforderung (= Recht im Kontext, Band 2). Nomos, Baden-Baden 2015, ISBN 978-3-8487-1182-6.
- mit Alexandra Kemmerer und Christoph Möllers: Human Dignity in Context. Explorations of a Contested Concept (= Recht im Kontext, Band 3). Nomos, Baden-Baden / Hart Publishing, Oxford 2018.
- Vorbereiter – Nachbereiter? Studien zum Verhältnis von Verfassungsrechtsprechung und Verfassungsrechtswissenschaft. Mohr Siebeck, Tübingen 2019, ISBN 978-3-16-158898-3.

## Video
- Dieter Grimm – „Braucht Europa eine Verfassung?“ (Vortrag in der Carl Friedrich von Siemens Stiftung, 19. Januar 1994)
- Dieter Grimm, Deirdre Curtin, Christoph Möllers – „Auf der Suche nach Akzeptanz. Über Legitimationsdefizite und Legitimationsressourcen der EU“ (Abendkolloquium am Wissenschaftskolleg zu Berlin, 14. Januar 2015)
- Christoph Grabenwarter, Dieter Grimm – „Wozu Menschenrechte? Internationale Garantien und Rechtsstaaten in der Krise“ (Abendkolloquium am Wissenschaftskolleg zu Berlin, 17. Dezember 2018)